# Westlicher Sechsstreifen-Saftkugler
Der Westliche Sechsstreifen-Saftkugler (Glomeris intermedia) ist eine Art der zu den Doppelfüßern gehörenden Saftkugler und von West- bis Mitteleuropa verbreitet.

## Merkmale
Die Körperlänge beträgt 6–12 mm. Die Grundfarbe des Körpers ist glänzend schwarz oder braunschwarz bis graugelb. Charakteristisch für die Art sind die 6–7 Fleckenreihen auf den Rückenschildern. Diese Flecken sind beige bis rötlich gefärbt. Im nördlichen Verbreitungsgebiet ist die mediale Fleckenreihe meist nicht vorhanden. Die mittleren der seitlichen Flecken sind meist am größten ausgebildet, können aber verkleinert sein oder fehlen. Der seitlichste Fleck reicht weiter nach vorn als der mittlere und beide sind vorne scharf begrenzt. Die Hinterränder der Segmente sind schmal hell gesäumt. Der letzte Rückenschild des Männchens am Hinterrand ist in Seitenansicht gleichmäßig gerundet und ohne eine Einbuchtung.
Glomeris intermdia ist das westliche Gegenstück zur östlich verbreiteten Glomeris hexasticha, der sie in Färbung und Musterung völlig gleicht. Nur im Norden Deutschlands kann sie auch 7 helle Fleckenreihen aufweisen. Im Unterschied zu G. hexasticha weist der Rückenschild am Hinterende der Männchen keine Eindellung auf. Weibchen lassen sich nur im Ausschlussverfahren (West/Ost, Männchen vorhanden) einer der beiden Arten zuordnen. Eine Unterscheidung ist manchmal noch über den seitlichen Fleck des Brustschildes möglich, der bei G. intermedia sichelmondförmig und verwaschen erweitert ist, während er bei G. hexasticha groß und immer stark abgegrenzt ist.

## Verbreitung
Das Verbreitungsgebiet der Art erstreckt sich von Westeuropa bis Mitteleuropa. Hier kommt sie von den Pyrenäen über Frankreich (hier weit verbreitet und nur im Westen mit einer Verbreitungslücke) bis in die Schweiz (hier bis in den Nordosten), Belgien, Luxemburg, die Niederlande und Deutschland vor. Die nördliche und östliche Arealgrenze verläuft durch Deutschland. Hier lebt die Art meist nur westlich des Rheins, am Mittelrhein überschreitet sie diesen auch und lebt östlich des Rheins im Sauerland und Siebengebirge. Genauer kommt die Art verstreut in Rheinland-Pfalz vor, im Saarland, im westlichen Hessen und im südlichen Nordrhein-Westfalen. In Nordrhein-Westfalen und Hessen gibt es dabei auch Überschneidungen mit dem Verbreitungsgebiet von Glomeris hexasticha, hier ist eine Bestimmung der Arten sehr schwierig.

## Lebensraum
Die eurytope Waldart hat ihren Verbreitungsschwerpunkt in den Mittelgebirgen. Neben Wäldern werden aber auch Offenland-Biotope bewohnt. Beispiele für bekannte Lebensräume der Art sind Laub(misch)wälder mit einer gut ausgeprägten Mull-Humusschicht, wo sich die Art bevorzugt in der Streuauflage aufhält, Standorte auf karbonatischem Untergrund, seltener Nadelforsten, bodensaure Buchenwälder oder basenarme Eichen-Trockenwälder, Gebüschkomplexe, Trocken- und Halbtrockenrasen, in mesophilem Grünland (Lolio-Cynosuretum), auf Fettwiesen (Arrhenatherion) oder Höhlen und Stollen, wobei die Art möglicherweise nur zufällig darin anzutreffen war. Generell kommt die Art aber überwiegend in kollinen bis montanen Wäldern vor und scheint bodensaure, verhältnismäßig trocken-warme Wälder zu bevorzugen. G. intermedia wird in Deutschland nur selten gefunden, gilt aber als ungefährdet.

## Lebensweise
Die Art wird am häufigsten im Frühling oder Herbst gefunden.

## Taxonomie
In der Vergangenheit wurde die Art manchmal als Varietät oder Unterart von Glomeris hexasticha oder Glomeris connexa beschrieben.